# Meristogenys
Meristogenys is een geslacht van kikkers uit de familie echte kikkers (Ranidae). De groep werd voor het eerst wetenschappelijk beschreven door Da-tong Yang in 1991.
Er zijn dertien soorten, inclusief enkele soorten die pas recentelijk zijn beschreven. Voorbeelden zijn de pas in 2011 voor het eerst wetenschappelijk beschreven soorten Meristogenys dyscritus, Meristogenys stenocephalus en Meristogenys stigmachilus en Meristogenys penrissenensis die pas sinds 2015 bekend is.
Alle soorten leven in delen van Azië en komen voor op het eiland Borneo in de landen (Indonesië en Maleisië.

## Taxonomie
Geslacht Meristogenys
- Soort Meristogenys amoropalamus – Watervalkikker
- Soort Meristogenys dyscritus
- Soort Meristogenys jerboa
- Soort Meristogenys kinabaluensis
- Soort Meristogenys macrophthalmus
- Soort Meristogenys maryatiae
- Soort Meristogenys orphnocnemis
- Soort Meristogenys penrissenensis
- Soort Meristogenys phaeomerus
- Soort Meristogenys poecilus
- Soort Meristogenys stenocephalus
- Soort Meristogenys stigmachilus
- Soort Meristogenys whiteheadi

Abavorana · 
Amnirana · 
Amolops · 
Babina · 
Chalcorana · 
Clinotarsus · 
Glandirana · 
Huia · 
Humerana · 
Hydrophylax · 
Hylarana · 
Indosylvirana · 
Lithobates · 
Meristogenys · 
Odorrana · 
Papurana · 
Pelophylax · 
Pseudorana · 
Pterorana · 
Pulchrana · 
Rana · 
Sanguirana · 
Staurois · 
Sylvirana